# KFC Halveweg Zonhoven
KFC Halveweg Zonhoven is een Belgische voetbalclub uit Halveweg in Zonhoven. De club is aangesloten bij de KBVB met stamnummer 5372 en heeft rood-groen als kleuren. De damestak van Halveweg Zonhoven speelde tussen 2013 en 2017 in de nationale reeksen, de mannentak speelt al zijn hele bestaan in de provinciale reeksen.

## Geschiedenis
De club sloot zich rond 1950 aan bij de Belgische Voetbalbond. Anno 2016 spelen ze in de derde provinciale reeks van Limburg.
Sinds enkele jaren brengt Halveweg Zonhoven ook een damesploeg in competitie. In 2014 werd die Limburgs kampioen en steeg zo voor het eerst naar de nationale reeksen. In het eerste seizoen was de club met een vierde plaats niet sterk genoeg om de promotie af te dwingen, maar in het seizoen 2015/16 lukte dat (met een tweede plaats, na KOVC Sterrebeek) wel. Sinds 2016 speelt Halveweg Zonhoven zo in tweede nationale, maar al na één seizoen zakte de club weer naar het provinciale niveau. Na 2017/18 stopte Halveweg Zonhoven met haar damestak. In het seizoen 2022-2023 kon Halveweg via de eindrondes promotie behalen naar 3de provinciale.

## Resultaten

### A-ploeg heren
| Seizoen | Klasse | Klasse | Klasse | Klasse | Klasse | Klasse | Klasse | Klasse | Klasse | Reeks                                                    | Punten                                                   | Opmerkingen |
|         | I      | I      | II     | III    | IV     | P.I    | P.II   | P.III  | P.IV   |                                                          |                                                          | |
| ------- | ------ | ------ | ------ | ------ | ------ | ------ | ------ | ------ | ------ | -------------------------------------------------------- | -------------------------------------------------------- | --- |
| 2004/05 |        |        |        |        |        |        |        | 11     |        | Derde prov. Limburg C                                    | 35                                                       | |
| 2005/06 |        |        |        |        |        |        |        | 11     |        | Derde prov. Limburg A                                    | 34                                                       | |
| 2006/07 |        |        |        |        |        |        |        | 3      |        | Derde prov. Limburg B                                    | 62                                                       | |
| 2007/08 |        |        |        |        |        |        |        | 11     |        | Derde prov. Limburg C                                    | 34                                                       | |
| 2008/09 |        |        |        |        |        |        |        | 14     |        | Derde prov. Limburg C                                    | 27                                                       | |
| 2009/10 |        |        |        |        |        |        |        |        | 9      | Vierde prov. Limburg C                                   | 41                                                       | |
| 2010/11 |        |        |        |        |        |        |        |        | 7      | Vierde prov. Limburg A                                   | 40                                                       | |
| 2011/12 |        |        |        |        |        |        |        |        | 2      | Vierde prov. Limburg C                                   | 62                                                       | |
| 2012/13 |        |        |        |        |        |        |        |        | 4      | Vierde prov. Limburg C                                   | 71                                                       | |
| 2013/14 |        |        |        |        |        |        |        |        | 8      | Vierde prov. Limburg A                                   | 62                                                       | |
| 2014/15 |        |        |        |        |        |        |        |        | 2      | Vierde prov. Limburg A                                   | 57                                                       | |
| 2015/16 |        |        |        |        |        |        |        | 15     |        | Derde prov. Limburg A                                    | 25                                                       | |
|         | 1A     | 1B     | 1Am    | 2Am    | 3Am    | P.I    | P.II   | P.III  | P.IV   | Vanaf 2016-17 zijn er 3 nationale en 2 regionale niveaus | Vanaf 2016-17 zijn er 3 nationale en 2 regionale niveaus | Vanaf 2016-17 zijn er 3 nationale en 2 regionale niveaus |
| 2016/17 |        |        |        |        |        |        |        |        | 11     | Vierde prov. Limburg C                                   | 24                                                       | |
| 2017/18 |        |        |        |        |        |        |        |        | 9      | Vierde prov. Limburg A                                   | 46                                                       | |
| 2018/19 |        |        |        |        |        |        |        |        | 6      | Vierde prov. Limburg A                                   | 53                                                       | |
| 2019/20 |        |        |        |        |        |        |        |        | 7      | Vierde prov. Limburg B                                   | 45,63                                                    | seizoen vroegtijdig gestopt, Halveweg had nog 1 match tegoed waardoor men 1,63 punten erbij kreeg (dit is het gemiddeld aantal punten in de 27 overige wedstrijden werd vergaard) |
| 2020/21 |        |        |        |        |        |        |        |        | -      | Vierde prov. Limburg C                                   | -                                                        | Seizoen geschrapt wegens Covid-19 |
| 2021/22 |        |        |        |        |        |        |        |        | 3      | Vierde prov. Limburg B                                   | 58                                                       | |
| 2022/23 |        |        |        |        |        |        |        |        | 3      | Vierde prov. Limburg B                                   | 54                                                       | Promotie via eindronde |
| 2023/24 |        |        |        |        |        |        |        | 15     |        | Derde prov. Limburg A                                    | 15                                                       | Degradatie |
| 2024/25 |        |        |        |        |        |        |        |        | 4      | Vierde prov. Limburg A                                   | 59                                                       | |
| 2025/26 |        |        |        |        |        |        |        |        |        | Derde prov. Limburg A                                    |                                                          | |

### Seizoenen A-ploeg dames
| Seizoen | Reeks              | Niveau | Plaats | Punten | Beker        | Opmerkingen                          |
| ------- | ------------------ | ------ | ------ | ------ | ------------ | ------------------------------------ |
| 2012/13 | Eerste provinciale | 5      | 1      | ?      | -            |                                      |
| 2013/14 | Derde klasse B     | 4      | 7      | 43     | Tweede ronde |                                      |
| 2014/15 | Derde klasse B     | 4      | 4      | 36     | Vierde ronde |                                      |
| 2015/16 | Derde klasse B     | 4      | 2      | 59     | ?            | Promotie wegens competitiehervorming |
| 2016/17 | Tweede klasse B    | 3      | 13     | 11     | Derde ronde  |                                      |
| 2017/18 | Eerste provinciale | 4      | 3      | 23     | ?            | Team opgedoekt na dit seizoen        |

### Erelijst
- Provinciaal kampioen (dames) (1x): 2013

## Bekende spelers
- Luc Nilis
- Roger Nilis
- Jo Coppens